# Evan Roth
Evan Roth, né en 1978, est un artiste américain.